# كلاوديو فيلا (كاتب)
كلاوديو فيلا (بالإيطالية: Claudio Villa)‏ هو فنان قصص مصورة وكاتب سيناريو إيطالي، ولد في 31 أكتوبر 1959 في Lomazzo ‏ في إيطاليا.